# Agrostis lyallii
Agrostis lyallii är en gräsart som beskrevs av Joseph Dalton Hooker. Agrostis lyallii ingår i släktet ven, och familjen gräs. Inga underarter finns listade i Catalogue of Life.